# Michael Hansen
Michael Thomas Hansen, född 17 september 1890 i Horsens, död 6 september 1956, var en dansk-svensk bokförläggare. Han var morbror till Einar Hansen. 
Hansen genomgick Horsens handelsskola 1918 och företog resor till Berlin 1913, New York och Chicago 1914. Han grundade i Malmö 1924 Baltiska förlaget, 1931 Svensk Uppslagsbok AB (1945 namnändrat till Förlagshuset Norden AB) i vilket han var verkställande direktör. Han var delägare i Förlagshuset Gyldahl & Hansen i Köpenhamn.
Genom en donation av Hansen tillkom studentbostadsområdet Michael Hansens Kollegium i Lund.